# Lưu vực Amazon

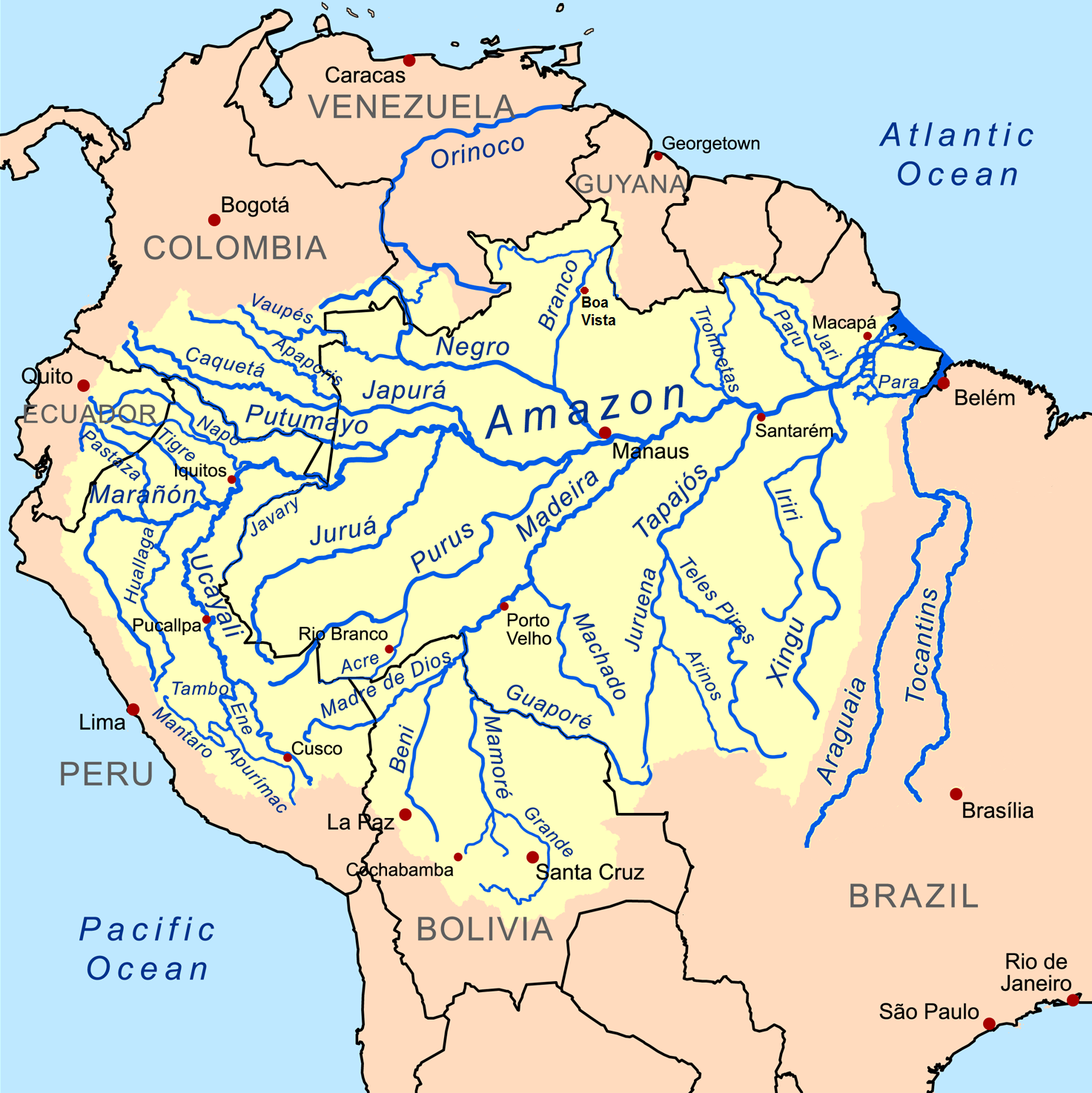
Lưu vực sông Amazon (phía nam Guianas, không được đánh dấu trên bản đồ, là một phần lưu vực)

Lưu vực Amazon là một phần Nam Mỹ chứa nước từ sông Amazon và các nhánh con của nó với diện tích 6,915,000 km2, khoảng 40% diện tích Nam Mỹ. Lưu vực này nằm ở các nước Bolivia, Brasil, Colombia, Ecuador, Guyana, Peru, Suriname và Venezuela.

## Nghiên cứu thêm
- Dematteis, Lou; Szymczak, Kayana (tháng 6 năm 2008). Crude Reflections/Cruda Realidad: Oil, Ruin and Resistance in the Amazon Rainforest. City Lights Publishers. ISBN 978-0-87286-472-6.